# Карапебус
Карапебус (порт. Carapebus) — муниципалитет в Бразилии. входит в штат Рио-де-Жанейро. Составная часть мезорегиона Север штата Рио-де-Жанейро. Входит в экономико-статистический микрорегион Макаэ, который входит в Север штата Рио-де-Жанейро. Население составляет 10 677 человек на 2007 год. Занимает площадь 305,502 км². Плотность населения — 34,9 чел./км².
Праздник города — 13 марта.

## История
Город основан 1 января 1997 года.

## Статистика
- Валовой внутренний продукт на 2005 год составляет 334 785 тысяч реалов (данные: Бразильский институт географии и статистики).
- Валовой внутренний продукт на душу населения на 2005 год составляет 32 919,00 реалов (данные: Бразильский институт географии и статистики).
- Индекс развития человеческого потенциала на 2000 год составляет 0,740 (данные: Программа развития ООН).